# 金谷マサヨシ
金谷 マサヨシ（かなや まさよし、1978年8月28日 - ）は、日本の俳優。神奈川県出身。スターエースプロダクション業務執行社員、同社所属。

## 来歴・人物
横浜高等学校、尚美学園短期大学音楽学科声楽専攻、専門学校東京ミュージック&メディアアーツ尚美音楽芸術表現コースおよびディプロマコース声楽専攻卒業。二期会オペラ研修所修了。二期会会員としてオペラの舞台経験を経たのち、俳優としてテレビドラマを中心に活動している。個性的な役柄を演じる事が多い。

## 出演作品

### ドラマ
- 勇者ヨシヒコと魔王の城 第5話ゲスト（2011年8月5日、脚本・監督 福田雄一、テレビ東京 ドラマ24） -　ブーチン 役
- 真夜中のパン屋さん 第6話、7話、8話（2013年4月-6月、NHK BSプレミアム） -　ニューハーフ店員役（白アフロ）
- 闇金ウシジマくん Season2（2014年1月-3月、毎日放送） -　森下 役
- 仮面ライダードライブ 第14話（2015年1月18日、テレビ朝日） - 砂原忠 役
- ターニングポイント 林修 予備校講師（2015年3月22日、NHK BSプレミアム）  - 中川 浩和 役
- 嫌な女（2016年3月27日、4月10日、NHK BSプレミアム）
- 警視庁 ナシゴレン課 第1話（2016年10月18日、テレビ朝日） - 森野晶 役
- SUPER RICH 最終話（2021年12月23日、フジテレビ）

### CM
- キリンビバレッジ「午後の紅茶」 「亀梨さんとリーフの魔法」篇　（2013年4月 - ）
- スマートニュース「相撲とニュース」篇 （2014年8月 - ）
- 天藤製薬「ボラギノール」「イエローカーペット」篇 （2015年5月 - ）
- サッポロビール「極ZERO」「ゼロにしちゃう会」篇 （2016年3月 - ）
- ライオン「システマ」「七変化」篇 （2016年9月 - ）

### バラエティほか
- たけしの健康エンターテインメント!みんなの家庭の医学 本当は怖い【身近な症状】芸能人が自ら病を警告SP! 渡辺徹が警告…（2013年1月8日、ABC・テレビ朝日）-  渡辺徹役
- オモクリ監督 〜O-Creator's TV show〜（2014年11月30日、フジテレビ）- (オモブイ・堂島孝平監督作品「プレゼント」)お父さん役

### PV
- AK-69  「ROAD TO THE INDEPENDENT KING　〜THE FUTURE〜」（2014年）

### 舞台
- R.シュトラウス『ダフネ』 東京文化会館 （2007年2月）
- モーツァルト 『魔笛』新国立劇場 （2007年7月）
- ヴェルディ『仮面舞踏会』 東京文化会館 （2007年9月）
- R.シュトラウス『ばらの騎士』 滋賀県立芸術劇場・神奈川県民ホール （2008年2月-3月 びわ湖ホール・神奈川県民ホール共同制作）
- チャイコフスキー『エフゲニー・オネーギン』 東京文化会館 （2008年9月）
- プッチーニ『トゥーランドット』 滋賀県立芸術劇場・神奈川県民ホール （2009年3月 びわ湖ホール・神奈川県民ホール共同制作）
- ヴェルディ『オテロ』 東京文化会館（2010年2月）
- ワーグナー『パルジファル』 東京文化会館（2012年9月）